# Herb gminy Śniadowo
Herb gminy Śniadowo – symbol gminy Śniadowo.

## Wygląd i symbolika
Herb przedstawia na tarczy w polu błękitnym srebrną podkowę zwieńczoną krzyżem, a na niej siedzącego czarnego kruka ze złotym pierścieniem w dziobie. Tarcza zwieńczona hełmem z koroną i zielonymi labrami, z którego wystaje czarny kruk ze złotym pierścieniem. Jest to herb Ślepowron, którym posługiwał się ród Krasińskich, jak również historyczny symbol miasta Śniadowo.